# 함께 있을 수 있다면
함께 있을 수 있다면(Ensemble, C'Est Tout, Hunting And Gathering)은 프랑스에서 제작된 클로드 베리 감독의 2007년 드라마, 멜로/로맨스 영화이다. 오드리 토투 등이 주연으로 출연하였고 클로드 베리 등이 제작에 참여하였다.

## 출연

### 주연
- 오드리 토투
- 기욤 까네
- 로렝 스톡커

### 조연
- 프랑수아 베르탱
- 베르나르 데랑
- 로저 뒤마
- 베아트리스 미셀
- 휘르민 리샤르
- 알렝 스턴
- 헬렌 수거르

## 제작진
- 원작자: 안나 가발다
- 미술: 호앙 탄 앳
- 미술: 로랑 오트
- 세트: 필립 털리르
- 시각효과: 다니엘 트루히요
- 의상: 실비 고트레릿
- 배역: 제라르 모우레브리에르

## 같이 보기
- 프랑스 영화